# Oncidium croesus
O  Oncidium croesus , também chamado de "dama dançante" por causa de seu labelo que se assemelha a uma bailarina, é uma espécie de orquídeas da subfamília Epidendroideae da família das Orquidáceas.

## Etimologia
Do latim "Croesus" = exuberante, opulento. Por causa da grande quantidade de flores em sua floração.
Sinônimo: Oncidium longipes Hooker. não Lindley

## Habitat
Esta espécie é nativa do Brasil, do estado do Rio de Janeiro. Orquídea epífita que se desenvolve em áreas de alta luminosidade  a meia sombra, em bosques de montanha baixa.

## Descrição
O Oncidium croesus é uma orquídea de numerosas flores de pequeno tamanho, de 2 cm de diâmetro.
Possui pseudobulbos grossos e curtos de que saem em forma apical várias folhas oblongo-lanceoladas e coriáceas de 5 cm, entre as quais se desenvolvem as hastes florais paniculadas com 2 a 3 flores por cada ramo ou racimo. A inflorescência está densamente preenchida com numerosas flores pequenas. Floresce em Outubro.

## Cultivo
Se desenvolve melhor em terra ácida com pH de 5. Tem preferência por ar seco, com muita claridade ou com sombra moderada. Regar moderadamente na primavera e no verão, e no período de inverno com regas escassas até que permaneça seco, com menor frequência, quando os pseudobulbos estiverem totalmente maduros.

## Sinônimos
- Alatiglossum croesus (Rchb.f.) Baptista
- Kleberiella croesus (Rchb.f.) V.P.Castro & Cath.
- Oncidium longipes var. croesus (Rchb.f.) H.J.Veitch